# Thaumalea angelieri
Thaumalea angelieri är en tvåvingeart som beskrevs av Vaillant och Gilles Vincon 1986. Thaumalea angelieri ingår i släktet Thaumalea och familjen mätarmyggor.
Artens utbredningsområde är Frankrike. Inga underarter finns listade i Catalogue of Life.